# 16358 Plesetsk
16358 Plesetsk (1976 YN7) là một tiểu hành tinh vành đai chính được phát hiện ngày 20 tháng 12 năm 1976 bởi N. S. Chernykh ở Đài vật lý thiên văn Crimean.